# Havlíčkův Brod
Havlíčkův Brod (tjekkisk udtale: [ˈɦavliːtʃkuːv ˈbrot], indtil 1945 Německý Brod; tysk: Deutschbrod) er en by i distriktet Havlíčkův Brod i regionen Vysočina i Tjekkiet med omkring 23.000 indbyggere. Den historiske bymidte er velbevaret og er beskyttet ved lov som en urban monumentzone.
Landsbyerne Březinka, Herlify, Jilemník, Klanečná, Květnov, Mírovka, Poděbaby, Šmolovy, Suchá, Svatý Kříž, Termesivy, Veselice og Zbožice er administrative dele af Havlíčkův Brod. Jilemník og Zbožice udgør to eksklaver af det kommunale område.

## Etymologi
Det tjekkiske ord brod betyder " vadested". Byen hed først Brod og derefter Smilův Brod ("Smils vadested") efter dens grundlægger Smil af Lichtenburk. I det 14. århundrede blev det omdøbt til Německý Brod ("Tyske vadested") på grund af dets overvejende tyske befolkning. På grund af anti-tyske følelser efter 2. verdenskrig blev byen omdøbt til Havlíčkův Brod ("Havlíčeks vadested") til ære for forfatteren Karel Havlíček Borovský, som blev født i nærheden og voksede op og studerede i byen. Det var den allerførste by ud af mange, der blev omdøbt i 1945.

## Geografi
Havlíčkův Brod ligger nogenlunde i landets geografiske centrum. Den ligger omkring 21 km nord for Jihlava. Det ligger i de øvre Sázava-bakker. Floden Sázava løber gennem byen. Mange mindre bifloder til Sázava løber gennem kommunens område: Cihlářský-strømmen, Žabinec, Šlapanka med Stříbrný-strømmen, Úsobský-strømmen, Rozkošský-strømmen og Břevnický-strømmen.
Der er systemer af damme der får vand fra nogle af disse vandløb. Adskillige damme ved Cihlářský-bækken er placeret i byområdet. Den største dam i Cihlářský Stream er Cihlář Pond, som også tjener rekreative formål og vandsport. Det største vandområde i kommunens område er Žabinec-vandreservoiret, der forsynes af bækken med samme navn.

## Historie
Ifølge en legende optegnet af krønikeskriveren Wenceslaus Hajek blev Brod grundlagt i 793, men dette år er højst usandsynligt. Den første troværdige omtale af Brod er fra 1265. Byen blev grundlagt af Smil af Lichtenburk sandsynligvis i 1251 på en handelsrute. I 1308 blev det først kaldt Německý Brod.
Brod var først en vigtig mineby med fokus på minedrift efter sølv, senere blev den et centrum for håndværk og landbrugsproduktion. Under hussitterkrigene blev Brod i 1422, som et resultat af slaget ved Deutschbrod,erobret af Jan Žižka og fuldstændig ødelagt. Byen blev genbosat af overvejende tjekkisktalende befolkning. I 1436 blev den købt af familien Trčka af Lípa. Brod blev genopbygget og i det 16. og 17. århundrede trivedes den. I 1637 blev den en kongeby.
Velstanden endte med Trediveårskrigen. Brod blev to gange erobret og plyndret. I 1646, 1664 og 1680 blev byen ramt af pestepidemier. I 1662 og 1676 blev det beskadiget af store brande. Den mest ødelæggende oversvømmelse ramte byen i 1714.
I løbet af det 19. århundrede skete der økonomisk og kulturel udvikling. I 1850 blev Brod distriktsby. Brod blev industrialiseret i anden halvdel af 1800-tallet med vægt på tekstil- og fødevareindustrien. Jernbanen blev bygget i 1870 og stationen blev senere et vigtigt knudepunkt.
Indtil 1918 var byen en del af Østrig-Ungarn, hovedby i Deutschbrod – Německý Brod Distrikt, en af de 94 Bezirkshauptmannschaften i Bøhmen. 

## Seværdigheder
Det historiske centrum var afgrænset af byens befæstning. Adskillige fragmenter er stadig bevaret. I centrum ligger Havlíčkovo-pladsen. Den er omgivet af værdifulde borgerhuse i renæssance- og barokstil, nogle af dem med bevarede gotiske elementer.
Pladsens vartegn er Det Gamle Rådhus. Det oprindeligt sengotiske hus fra slutningen af 1400-tallet blev rekonstrueret i renæssancestil efter den store brand i 1662. I dag fungerer bygningen som bibliotek.
Overfor Det Gamle Rådhus ligger Det Nye Rådhus. Den oprindelige bygning blev bygget i det 13. århundrede og fungerede senere som bryggeri og militærkaserne. Det blev sidst rekonstrueret i nybarok stil i 1884 og huser siden da kommunekontoret. Vartegn for den nordlige del af pladsen er Havlíčkův, et renæssancen og nygotisk hus der ejes af byen og huser Vysočina-museet.
Jomfru Marias himmelfartskirke er den ældste kirke i Havlíčkův Brod. Den oprindelige tidlige gotiske bygning fra slutningen af det 13. århundrede blev bygget af den Den Tyske Orden. Den blev genopbygget i 1380, i 1633–1637 og sidst i det 18. århundrede. Kirkens 51 meter høje tårn er byens vigtigste vartegn. Tårnet omfatter en af de ældste klokker i landet, skabt i 1330'erne. Tårnet er åbent for offentligheden.
Štáfl Cottage er et unikt folkearkitekturhus, et nationalt kulturmonument. De ældste dele af huset er fra 1500-tallet. 

## Galleri
- Mariasøjle på Havlíčkovopladsen
- Dolnígaden
- Rester af byens befæstning